# Série regular
Em quadrinhos (banda desenhada, em Portugal), o termo "série regular" é usado para se diferenciar de uma série limitada (série publicada num número definido e limitado de edições, também chamada de "minissérie" ou "maxi-série"), um one-shot (revista em quadrinhos que não faz parte da uma série regular, também chamado de "edição única" ou "edição especial"), um graphic novel (também chamado de "romance gráfico"), ou de um encadernado (também chamado de trade paperback).
O termo também pode ser usado para referir-se a uma série finita, desde que o número de edição seja predeterminado.
Uma série regular é tradicionalmente publicada em períodos fixos, na maioria das vezes, mensalmente. No entanto, muitos fatores podem ocorrer e uma edição acabe sendo publicada atrasada. No passado, a periodicidade era cumprida com o uso de edições fill-in (a cargo de uma equipe criativa diferente na maioria das vezes, o que acabava comprometendo sua qualidade), mas cada vez mais a prática comum tem sido atrasar a publicação.
Quando uma série regular deixa de ser publicada porque a história encerrou, passa a ser chamada de "encerrada". Se deixar de ser publicada por causa das baixas vendas, decisões editoriais, falência da editora ou outros motivos, é chamada de "cancelada".
Se uma série deixa de ser publicada, mas projeta-se uma publicação no futuro, ela é chamada de "em hiato". Muitas séries são colocadas "em hiato", mas nunca retorna, mesmo depois de vários anos.
Para as séries independentes, no esquema "creator owned", cujo direitos pertencem aos autores, fica a cargo do detentor dos direitos autorais escolher quem deve publicar ou continuar o título sob seu selo. Por exemplo, Usagi Yojimboteve quatro editoras distintas em sequência, a saber, Dark Horse Comics, Fantagraphics Books, Mirage Studios e Radio Comixferentes.

## Exemplos

### Exemplos de séries regulares
- Action Comics
- Detective Comics
- Batman
- The Walking Dead
- Sonic the Hedgehog

### Exemplos de séries finitas
- Y: The Last Man (também encerrada)
- 52
- Cerebus the Aardvark (também encerrada)

### Exemplos de séries encerradas
- The Sandman
- Preacher

### Exemplos de séries canceladas
- Justice League International

### Exemplos de séries relançadas
- Superman (relançada em 1987 e 2011)
- The Amazing Spider-Man (relançado em 1999 e renumerada para numeração original começando na 59 (500))
- Fantastic Four (relançado em 1996 e novamente em 1997 e 2012)
- Avengers (relançados em 1996, 1997, 2010 e 2012)